# Lerik Rayonu
Lerik Rayonu är ett distrikt i Azerbajdzjan. Det ligger i den södra delen av landet, 220 km sydväst om huvudstaden Baku. Antalet invånare är 69 735. Arean är 1 084 kvadratkilometer.
Terrängen i Lerik Rayonu är bergig åt nordost, men åt sydväst är den kuperad.
Följande samhällen finns i Lerik Rayonu:
- Lerik
- Pirasora
- Çayrud
- Nuravad
- Orand
- Soru
- Dzhango-Miran
- Noda
- Monidigah
- Livadirgya
- Siyov
- Baliton
- Tikyaband
- Molalan
- Lyarmaru
- Shinkyadulan
- Kyalakhan
- Mastail
- Hamarat
- Qosmalıan
- Nyudzhyu
- Rvarud
- Kyurdasar
- Ambu
- Veri
- Burkandul
- Balabant
- Sorus
- Davıdonu
- Kyusa-Kyaran
- Bilyavar
- Bülüdül
- Barzavu
- Avilya
- Shinabant
- Lyulyakeran
- Andurma
- Şonacola
- Türkəncil
- Nizhnyaya Amburdarya
- Zarikyumadzho
- Bobla
- Laman
- Vov
- Zenonu
- Durqan
- Mistan
- Byursyulyum
- Vizazamin
- Conu
- Aran
- Almu
- Davaradibi
- Anzolu
- Dostar
- Khalabin
- Dzhangonavut
- Yuxarı Velik
- Nisli
- Vyzhaker
- Dzhama-Shair
- Keravud
- Hovil
- Çeşman
- Ordahal
- Boykandul
- Nüsomurya
- Loda
- Ordavelya
- Isi
- Hıramo

Trakten runt Lerik Rayonu består i huvudsak av gräsmarker. Runt Lerik Rayonu är det ganska tätbefolkat, med 60 invånare per kvadratkilometer.